# IC 1980
IC 1980 је спирална галаксија у сазвјежђу Мрежица која се налази на листи објеката дубоког неба у Индекс каталогу.
Деклинација објекта је - 57° 58' 25" а ректасцензија 3h 36m 58,9s. Привидна величина (магнитуда) објекта IC 1980 износи 14,1 а фотографска магнитуда 14,9. IC 1980 је још познат и под ознакама ESO 117-2, PGC 13345.